# Associação Académica de Coimbra

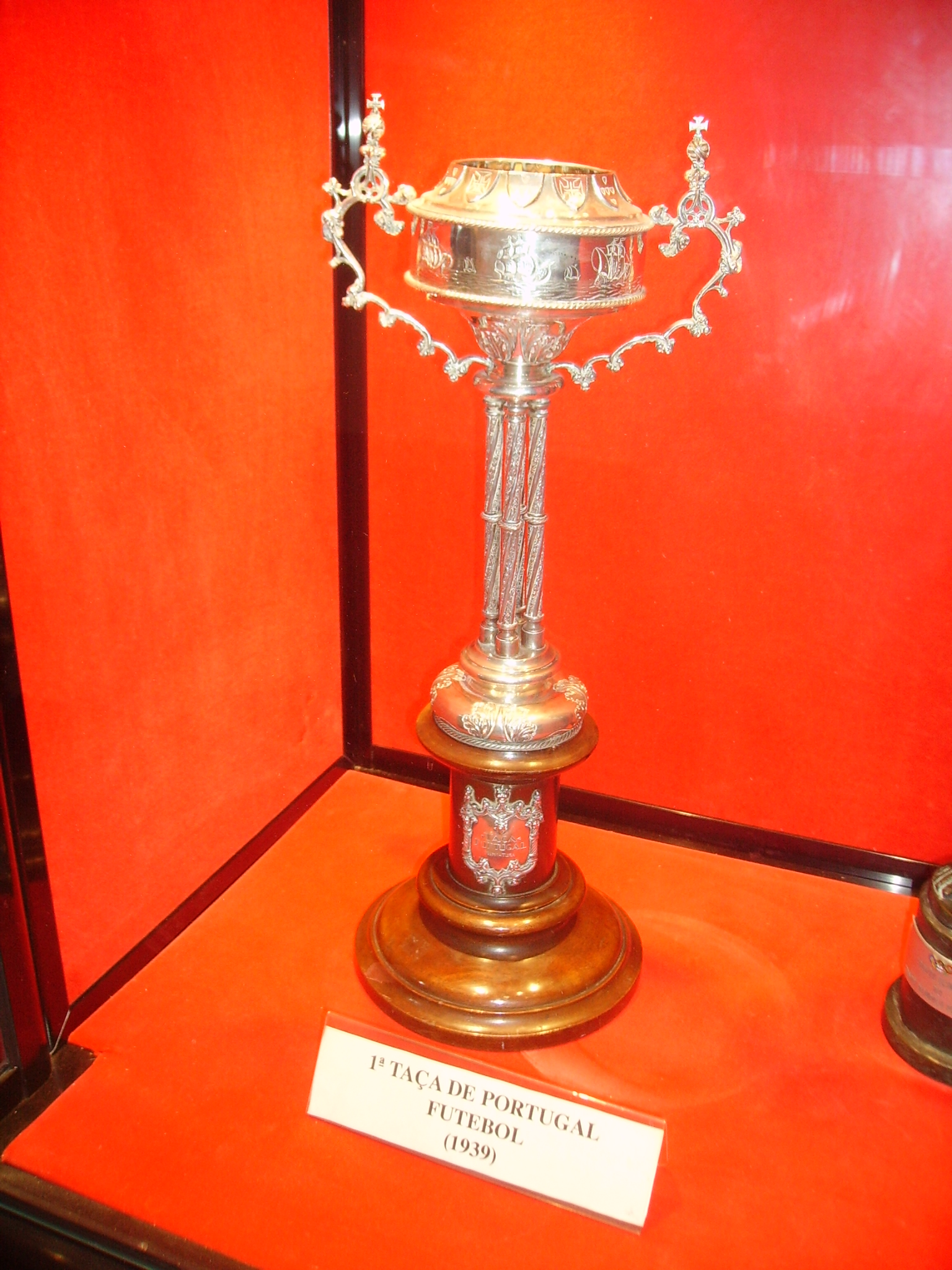
Priset från cupvinsten 1939.

Associação Académica de Coimbra – Organismo Autónomo de Futebol (AAC-OAF), i dagligt tal Académica, är den mest kända professionella klubben i Coimbra, Portugal. Académica grundades 1887, och den självständiga fotbollssektionen bröts ut 1984. Klubben är den äldsta klubben i det professionella seriesystemet.
Académica vann den första upplagan av cupen, Taça de Portugal, 1939. Laget spelade tävlingsåret 2008-09 i den portugisiska superligan och slutade på 7:e plats.

## Meriter
I Liga/I Divisão
Silver (1): 1966/67
Taça de Portugal
Cupmästare: 1938/39, 2011/12
Finalist (3): 1950/51, 1966/67, 1968/69

## Placering tidigare säsonger
| Säsong  | Nivå | Liga          | Placering | Referens | Notering                     |
| ------- | ---- | ------------- | --------- | -------- | ---------------------------- |
| 2010/11 | 1    | Primeira Liga | 14        | [ 1 ]    |                              |
| 2011/12 | 1    | Primeira Liga | 13        | [ 2 ]    |                              |
| 2012/13 | 1    | Primeira Liga | 11        | [ 3 ]    |                              |
| 2013/14 | 1    | Primeira Liga | 8         | [ 4 ]    |                              |
| 2014/15 | 1    | Primeira Liga | 15        | [ 5 ]    |                              |
| 2015/16 | 1    | Primeira Liga | 18        | [ 6 ]    | Nedflyttad till Segunda Liga |
| 2016/17 | 2    | Segunda Liga  | 6         | [ 7 ]    |                              |
| 2017/18 | 2    | Segunda Liga  | 4         | [ 8 ]    |                              |
| 2018/19 | 2    | Segunda Liga  | 5         | [ 9 ]    |                              |
| 2019/20 | 2    | Segunda Liga  | 7         | [ 10 ]   |                              |
| 2020/21 | 2    | Segunda Liga  | 4         | [ 11 ]   |                              |
| 2021/22 | 2    | Segunda Liga  | 18        | [ 12 ]   | Nedflyttad till Liga 3       |
| 2022/23 | 3    | Liga 3        |           |          |                              |

## Färger
Associação Académica de Coimbra spelar i svart trikåer, bortastället är vit.
| A. A. COIMBRA | A. A. COIMBRA |

### Trikåer
| ? · Hemmaställ | ? · Hemmaställ | 2017/18 · Hemmaställ | ? · Hemmaställ |